# False (Unix)
false – uniksowe zwracające wartość 1, która jest uznawana przez powłokę systemową za logiczną wartość nieprawdy (false). Nie przyjmuje żadnych parametrów. W systemie GNU program ten jest w pakiecie GNU Coreutils.

## Przykład
```
$ echo $?
0
$ false
$ echo $?
1
$ echo $?
0
```

```
$ if false; then echo prawda; else echo nieprawda; fi
nieprawda
```